# Зельдович Мойсей Гораційович
Мойсе́й Гораці́йович Зельдо́вич (* 1 серпня 1919, Кам'янець-Подільський — †  2 грудня 2008, Польща) — український літературознавець, доктор філологічних наук (1969), професор (1972).

## Біографічні дані
Навчався у Харківському університеті. 1942 року закінчив Об'єднаний український університет у місті Кзил-Орда. Під час Другої світової війни був перекладачем у таборах для німецьких військовополонених. 1947 року став членом КПРС.
У 1948–1998 роках працював у Харківському університеті на кафедрі історії російської літератури — викладач, доцент, професор. Від 1998 року жив у Польщі.
Досліджував проблеми теорії реалізму, філософської та літературно-естетичної спадщини класиків марксизму-ленінізму, російських революційних демократів, теорії, історії та методології літературної критики.

## Монографії

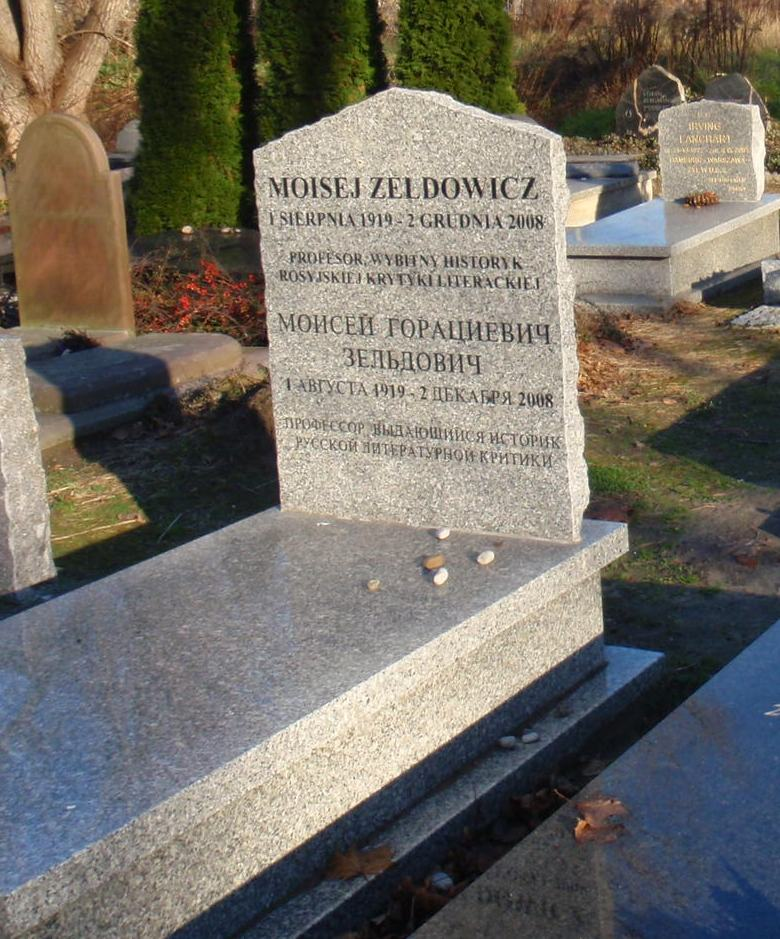
Могила Мойсея Зельдовича

- «Питання теорії реалізму. Про принцип соціальності в реалістичній літературі» (1957).
- «Чернешевський і проблеми критики» (1968).
- «Уроки критичної класики. Питання теорії і методології критики» (1976).
- «Історизм і творчість. Ленінська спадщина і проблеми російської літератури і критики» (1980).
- «Сторінки історії російської літературної критики» (1984).
- «У пошуках закономірностей. Про літературну критику і шляхи її вивчення» (1989).
- Творческое поведение. О феномене литературной критики, логике ее развития в русской культуре середины 19 века и общих принципах подобных штудий. Харьков, 2010. (Двухтомник избранных работ, подготовленный М. Г. Зельдовичем в конце жизни. По вопросам получения текста обращаться к Г. М. Зельдовичу, zeldowicz@poczta.fm).

Співавтор підручників і навчальних посібників з історії російської літератури і критики, теорії літератури для вищої школи. Серед них хрестоматія критичних матеріалів «Російська література ХХ століття» (співавтор Лев Якович Лівшиць), видана 1959 року у видавництві Харківського державного університету (витримала кілька перевидань), семінарій «М. О. Добролюбов» (співавтор Марк Володимирович Черняков) — посібник видано 1961 року у тому ж видавництві.